# 永久就職試験
『永久就職試験』（えいきゅうしゅうしょくしけん）は、2015年10月16日（15日深夜）から11月6日（5日深夜）まで毎週金曜日（木曜日深夜）0:59 - 1:29に、日本テレビの「ネクストブレイク」枠で放送された日本のテレビドラマ。全4話。主演は桐山漣。

## キャスト
森岡 孝太郎〈35〉
演 - 桐山漣
白石 幸子〈29〉
演 - 三倉茉奈
前川 彩〈23〉
演 - 小島藤子
桜井 未羽〈28〉
演 - 馬場園梓（アジアン）
森岡父
演 - 麿赤兒
森岡母
演 - 冨田恵子
吉田 律子
演 - 山野海
立花 千詠美〈39〉
演 - 須藤理彩

## スタッフ
- 脚本 - 渡部亮平
- チーフプロデューサー - 伊藤響
- プロデューサー - 稲熊洋介、藤井裕也（日テレアックスオン）
- 演出 - 諸田景子、ダニエル・トイヴォネン（日テレアックスオン）
- 制作協力 - 日テレアックスオン
- 制作著作 - 日本テレビ

## 放送日程
| 各話  | 放送日   | サブタイトル | 演出 |
| ----- | -------- | ------------ | ---- |
| 第1話 | 10月16日 |              |      |
| 第2話 | 10月23日 |              |      |
| 第3話 | 10月30日 |              |      |
| 第4話 | 11月6日  |              |      |